# Мальмор-сюр-Коррез
Мальмо́р-сюр-Корре́з (фр. Malemort-sur-Corrèze, окс. Mala Mòrt) — коммуна во Франции, находится в департаменте Коррез (регион Новая Аквитания). Административный центр кантона Мальмор-сюр-Коррез. Округ коммуны — Брив-ла-Гайярд.
Код INSEE коммуны — 19123.
Коммуна расположена приблизительно в 420 км к югу от Парижа, в 80 км южнее Лиможа, в 19 км к юго-западу от Тюля.

## Население
Население коммуны на 2008 год составляло 7315 человек.
| 1962 | 1968 | 1975 | 1982 | 1990 | 1999 | 2008 |
| ---- | ---- | ---- | ---- | ---- | ---- | ---- |
| 2354 | 3062 | 4706 | 6020 | 6484 | 6533 | 7315 |

## Администрация
| Период | Период | Фамилия        | Партия                  | Примечания |
| ------ | ------ | -------------- | ----------------------- | ---------- |
| 2001   | 2008   | Робер Пенальва | Социалистическая партия |            |
| 2008   |        | Жан-Жак Пуйяду | Социалистическая партия |            |

## Экономика
В 2007 году среди 4578 человек в трудоспособном возрасте (15-64 лет) 3290 были экономически активными, 1288 — неактивными (показатель активности — 71,9 %, в 1999 году было 70,2 %). Из 3290 активных работали 3007 человек (1535 мужчин и 1472 женщины), безработных было 283 (117 мужчин и 166 женщин). Среди 1288 неактивных 311 человек были учениками или студентами, 570 — пенсионерами, 407 были неактивными по другим причинам.

## Достопримечательности
- Здание бывшего монастыря Сен-Ксантен, также бывший дом священника (XIII—XIV века). Памятник истории с 1996 года[3]
- Замок Пюимаре (XIII век). Памятник истории с 2000 года[4]
- Церковь Сен-Санктен или Сен-Ксантен (XII век). Памятник истории с 1905 года[5]
- Придорожный крест (XVI век). Памятник истории с 1927 года[6]
- Замок Брениж (XIII век). Памятник истории с 1956 года[7]

## Спорт
В этом городе проходили этапы женского чемпионата Европы по регби-7 в 2015 и 2016 годах.

## Фотогалерея

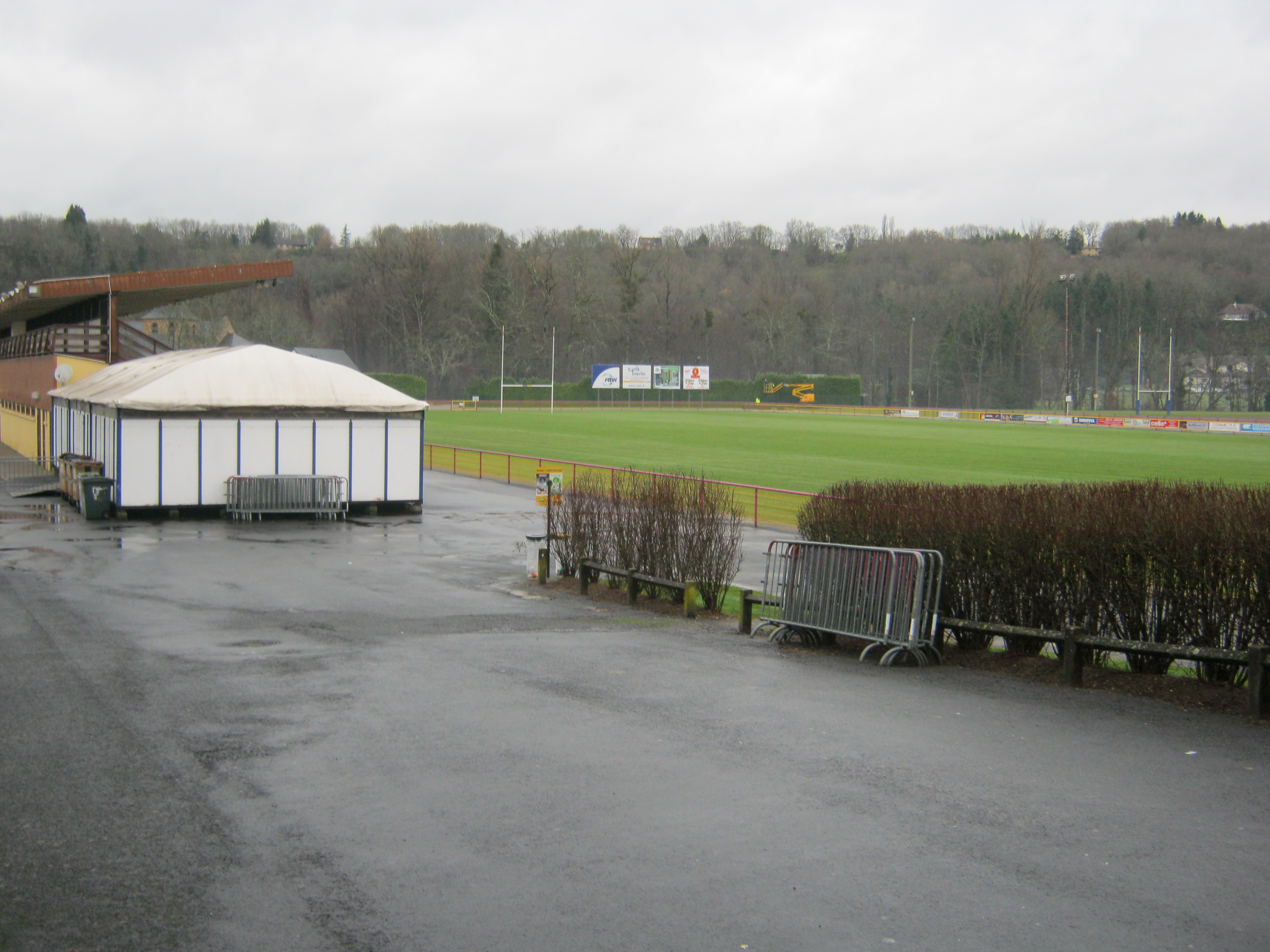
Стадион Реймона Фоше
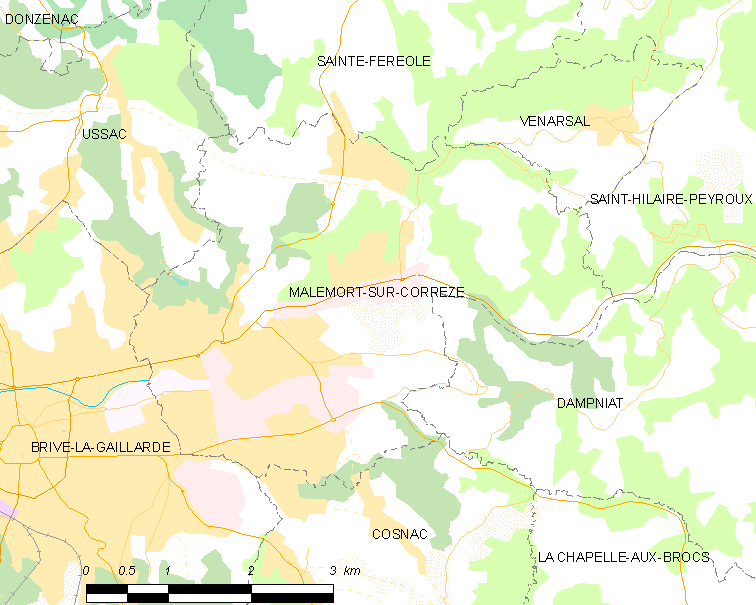
Карта коммуны